# Schweizer Meisterschaften im Skilanglauf 2018
Die Schweizer Meisterschaften im Skilanglauf 2018 fanden in Steg statt. Am 13. und 14. Januar 2018 wurden die Einzelrennen und die anschließenden Verfolgungsrennen ausgetragen. Sprint, Teamsprint und Massenstartrennen fanden vom 23. bis 25. März 2018 statt. Ausrichter war der Nordic Club Liechtenstein.

## Ergebnisse Herren

### Sprint Freistil
| Platz | Name               | Verein                    |
| ----- | ------------------ | ------------------------- |
| 1     | Dario Cologna      | SC Val Müstair            |
| 2     | Erwan Käser        | Gardes-Frontière          |
| 3     | Beda Klee          | Speer Ebnat-Kappel        |
| 4     | Mathias Inniger    | SC Adelboden              |
| 5     | Candide Pralong    | Val Ferret                |
| 6     | Gianluca Cologna   | SC Val Müstair            |
| 7     | Michael Biedermann | Nordic Club Liechtenstein |
| 8     | Livio Matossi      | Alpina St. Moritz         |

Datum: 23. März

Es waren 32 Läufer am Start. Das Rennen der U20 mit 20 Teilnehmern gewann Arnaud Guex.

### 15 km klassisch Einzel
| Platz | Name                | Verein                    | Zeit        |
| ----- | ------------------- | ------------------------- | ----------- |
| 1     | Ueli Schnider       | Gardes-Frontière          | 38:39,8 min |
| 2     | Livio Bieler        | Gardes-Frontière          | 40:10,9 min |
| 3     | Beda Klee           | Speer Ebnat-Kappel        | 40:24,5 min |
| 4     | Marius Danuser      | SC Vättis                 | 41:13,5 min |
| 5     | Dajan Danuser       | SC Vättis                 | 41:36,6 min |
| 6     | Gian Flurin Pfäffli | SC Bernina Pontresina     | 41:53,2 min |
| 7     | Mathias Inniger     | SC Adelboden              | 41:56,2 min |
| 8     | Marino Capelli      | SC Davos                  | 42:13,9 min |
| 9     | Cédric Steiner      | SC Davos                  | 42:32,3 min |
| 10    | Michael Biedermann  | Nordic Club Liechtenstein | 42:38,7 min |

Datum: 13. Januar

Es waren 32 Läufer am Start. Das Rennen der U20 über 10 km mit 49 Teilnehmern gewann Cyril Fähndrich.

### 15 km Verfolgung Freistil
| Platz | Name                | Verein                    | Zeit         |
| ----- | ------------------- | ------------------------- | ------------ |
| 1     | Beda Klee           | Speer Ebnat-Kappel        | 1:17:39,5 h. |
| 2     | Livio Bieler        | Gardes-Frontière          | 1:17:49,9 h. |
| 3     | Marius Danuser      | SC Vättis                 | 1:19:29,8 h. |
| 4     | Dajan Danuser       | SC Vättis                 | 1:20:14,0 h. |
| 5     | Cédric Steiner      | SC Davos                  | 1:20:24,1 h. |
| 6     | Marino Capelli      | SC Davos                  | 1:20:28,4 h. |
| 7     | Gian Flurin Pfäffli | SC Bernina Pontresina     | 1:20:52,5 h. |
| 8     | Michael Biedermann  | Nordic Club Liechtenstein | 1:22:01,8 h. |
| 9     | Philippe Nicollier  | SAS Bern                  | 1:22:07,7 h. |
| 10    | Martin Vögeli       | Nordic Club Liechtenstein | 1:22:36,1 h. |

Datum: 14. Januar

Es waren 21 Läufer am Start. Das Rennen der U20 mit 43 Teilnehmern gewann Janik Riebli.

### 50 km Freistil Massenstart
| Platz | Name            | Verein           | Zeit         |
| ----- | --------------- | ---------------- | ------------ |
| 1     | Dario Cologna   | SC Val Müstair   | 2:24:41,1 h. |
| 2     | Roman Furger    | Schattdorf       | 2:25:24,1 h. |
| 3     | Jonas Baumann   | SC Tambo Splügen | 2:25:24,6 h. |
| 4     | Candide Pralong | Val Ferret       | 2:25:37,6 h. |
| 5     | Ueli Schnider   | Gardes-Frontière | 2:26:06,3 h. |
| 6     | Linard Kindschi | Schlivera-Ftan   | 2:28:58,7 h. |
| 7     | Marino Capelli  | SC Davos         | 2:29:17,9 h. |
| 8     | Dajan Danuser   | SC Vättis        | 2:30:26,9 h. |
| 9     | Marius Danuser  | SC Vättis        | 2:32:58,0 h. |
| 10    | Jöri Kindschi   | SAS Bern         | 2:34:14,8 h. |

Datum: 24. März

Es waren 49 Läufer am Start.

### 3 × 7,5 km Staffel
| Platz | Team                                                                   | Zeit         |
| ----- | ---------------------------------------------------------------------- | ------------ |
| 1     | Gardes FrontierLivio Bieler Ueli Schnider Erwan Käser                  | 56:48,0 min. |
| 2     | SC DavosCédric Steiner Maurus Grond Marino Capelli                     | 57:59,3 min. |
| 3     | SAS BernArnaid du Pasquier Jöri Kindschi Reto Hammer                   | 59:14,6 min. |
| 4     | SC Val MüstairGianluca Cologna Dario Cologna Tim Andri                 | 1:00:24,5 h. |
| 5     | Val FerretMarc Palong Candide Pralong Alwin Thétaz                     | 1:01:19,9 h. |
| 6     | Nordic Club LiechtensteinPhilipp Hälg Michael Biedermann Martin Vögeli | 1:01:57,0 h. |
| 7     | SC VättisMarius Danuser Robin Hengartner Dajan Danuser                 | 1:02:52,1 h. |
| 8     | Alpina St. MoritzLivio Matossi Curdin Räz Nico Walther                 | 1:03:26,5 h. |

Datum: 25. März

Es waren 18 Teams am Start.

## Ergebnisse Frauen

### Sprint Freistil
| Platz | Name              | Verein           |
| ----- | ----------------- | ---------------- |
| 1     | Nadine Fähndrich  | SC Horw          |
| 2     | Stefanie Arnold   | Unterschächen    |
| 3     | Heidi Widmer      | SAS Bern         |
| 4     | Lydia Hiernickel  | Gardes-Frontière |
| 5     | Alina Meier       | SC Davos         |
| 6     | Rahel Imoberdorf  | SAS Bern         |
| 7     | Ladina Meier-Ruge | SC Obergoms      |
| 8     | Fabiana Wieser    | Sarsura Zernez   |

Datum: 23. März

Es waren 13 Läuferinnen am Start. Siegerin bei der U20 wurde Désirée Steiner.

### 5 km klassisch Einzel
| Platz | Name                | Verein           | Zeit         |
| ----- | ------------------- | ---------------- | ------------ |
| 1     | Alina Meier         | SC Davos         | 15:04,0 min. |
| 2     | Lydia Hiernickel    | Gardes-Frontière | 15:15,1 min. |
| 3     | Désirée Steiner     | SC Davos         | 15:15,8 min. |
| 4     | Rahel Imoberdorf    | SAS Bern         | 15:24,9 min. |
| 5     | Anja Weber          | SC Am Bachtel    | 15:29,8 min. |
| 6     | Jogscha Abdelhalden | Sarsura Zernez   | 15:35,4 min. |
| 7     | Solene Faivre       | La Brévine       | 15:54,2 min  |
| 8     | Stefanie Arnold     | Unterschächen    | 15:55,9 min  |
| 9     | Fabiana Wieser      | Sarsura Zernez   | 16:03,2 min  |
| 10    | Giuliana Werro      | Sarsura Zernez   | 16:03,4 min  |

Datum: 13. Januar

Es waren 44 Läuferinnen am Start. Siegerin bei der U20 mit 35 Teilnehmerinnen wurde Désirée Steiner.

### 10 km Verfolgung Freistil
| Platz | Name                | Verein            | Zeit         |
| ----- | ------------------- | ----------------- | ------------ |
| 1     | Lydia Hiernickel    | Gardes-Frontière  | 43:29,4 min. |
| 2     | Alina Meier         | SC Davos          | 44:12,2 min. |
| 3     | Désirée Steiner     | SC Davos          | 44:18,1 min. |
| 4     | Anja Weber          | SC Am Bachtel     | 44:57,4 min. |
| 5     | Jogscha Abdelhalden | Sarsura Zernez    | 45:11,8 min. |
| 6     | Giuliana Werro      | Sarsura Zernez    | 45:29,0 min. |
| 7     | Stefanie Arnold     | Unterschächen     | 45:33,1 min  |
| 8     | Carine Heuberger    | Alpina St. Moritz | 46:01,1 min  |
| 9     | Nadja Kälin         | Piz Ot Samedan    | 46:34,4 min  |
| 10    | Anja Lozza          | Zuoz              | 46:41,7 min  |

Datum: 14. Januar

Siegerin bei der U20 wurde Désirée Steiner.

### 30 km Freistil Massenstart
| Platz | Name                    | Verein           | Zeit         |
| ----- | ----------------------- | ---------------- | ------------ |
| 1     | Nathalie von Siebenthal | Turbach-Bissen   | 1:30:49,0 h. |
| 2     | Nadine Fähndrich        | SC Horw          | 1:36:46,4 h. |
| 3     | Stefanie Arnold         | Unterschächen    | 1:39:23,2 h. |
| 4     | Rahel Imoberdorf        | SAS Bern         | 1:39:51,0 h. |
| 5     | Jogscha Abdelhalden     | Sarsura Zernez   | 1:40:40,9 h. |
| 6     | Lydia Hiernickel        | Gardes-Frontière | 1:43:45,7 h. |

Datum: 24. März

Es waren 13 Läuferinnen am Start.

### 3 × 5 km Staffel
| Platz | Team                                                            | Zeit         |
| ----- | --------------------------------------------------------------- | ------------ |
| 1     | Sarsura ZernezFabiana Wieser Jogscha Abderhalden Giuliana Werro | 45:54,6 min. |
| 2     | SC HorwBianca Buholzer Nadine Fähndrich Claudia Schmid          | 46:31,4 min. |
| 3     | SC DavosDésirée Steiner Aurora Viglino Céline Meisser           | 47:04,3 min. |
| 4     | SC ObergomsLadina Meier-Ruge Flurina Volken Sabine di Lallo     | 48:11,0 min. |
| 5     | SAS BernHeidi Widmer Chantal Carlen Rahel Imoberdorf            | 48:34,6 min. |
| 6     | Nordic EngelbergNadine Matter Lea Fischer Anja Fischer          | 48:54,4 min. |
| 7     | UnterschächenStefanie Arnold Céline Arnold Sophie Andrey        | 49:02,7 min. |
| 8     | SC La BrévineSolène Faivre Priska Schneider Anais Pellaton      | 49:54,3 min. |

Datum: 25. März

Es waren 12 Teams am Start.